# Temnitzquell
Temnitzquell là một đô thị thuộc huyện Ostprignitz-Ruppin, bang Brandenburg, Đức. Đô thị Temnitzquell có diện tích 65,47 km², dân số thời điểm 31 tháng 12 năm 2006 là 831 người.